# Guizotia arborescens
Guizotia arborescens là một loài thực vật có hoa trong họ Cúc. Loài này được Friis mô tả khoa học đầu tiên năm 1971.